# Христовские
Христовские — дворянские роды.
Первый, записанный в IV часть родословных книг Таврической и Санкт-Петербургской губерний, греческого происхождения, ведущий начало от Павла Христодула, поселившегося в Тавриде во второй половине XVIII века.
Его сыновья: Иван Павлович, подполковник и Егор (Георгий) Павлович, титулярный советник, жалованы дипломом в подтверждение потомственного дворянского достоинства (по прошению от 08.03.1795) (см. ниже).
Второй, записанный в VI часть родословной книги Киевской губернии и восходящий ко второй половине XVII века.
Третьи — два рода, более позднего происхождения, записанные во II часть родословной книги Санкт-Петербургской и Новгородской губерний.

## Описание герба
Щит разделен перпендикулярно на две равные части, из них в правой, в чёрном поле, изображены золотые крест и колокольчик и между ними серебряная шпага, острием обращённая с левого верхнего угла наискось вниз. В левой части, в голубом поле, на правой стороне видна половина орла, у которого лапа поставлена на шаховнице, составленной из серебра и голубого цвета.
На щите дворянский коронованный шлем, украшенный двумя золотыми шестиугольными звездами, на челе его положенными. Нашлемник: три страусовых пера. Намёт на щите попеременно чёрного цвета с золотом, подложенный голубым цветом. Герб Христовских внесён в Часть 1 Общего гербовника дворянских родов Российской империи, стр. 139.